# Tomislav Gabrić
Tomislav Gabrić (Sebenico, 17 agosto 1995) è un cestista croato.

## Palmarès
- Lega Adriatica: 1

Cibona Zagabria: 2013-14